# 프로디지 (래퍼)

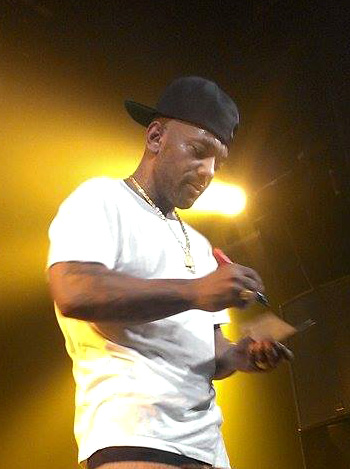
프로디지, 2014년 암스테르담

프로디지(Prodigy, 본명 Albert Johnson, 1974년 11월 2일 ~ 2017년 6월 20일)는 미국의 래퍼이자 프로듀서이다. 힙합듀오 맙딥의 멤버였다.

## 생애

### 음악적 능력
뉴욕 출신인 프로디지는 1994년 나스의 데뷔앨범인 'Illmatic'에 가사를 쓰면서, 데뷔했다. 그는 또한 힙합계의 명작 중 하나인 맙딥의 'Shook One's Part 2'를 작곡했으며, 맙딥의 앨범 'Hell On Earth'에 전곡을 작곡했다. 그리하여 빌보드차트 1위를 했다. 그는 주로 하드코업 랩,갱스터 힙합을 작곡한다.

### 대통령 비난
2008년 버락 오바마(당시 대통령 후보)가 선거유세를 하고 있을 때, 프로디지는 그를 '플라스틱 대통령', '겉치레 거짓말쟁이'라고 비난하였다.

### 죽음
2017년 6월 20일, 42세를 일기로 숨졌다.

## 수감
그는 2007년부터 현재까지 감옥에서 수감되어 있다. 같은 소속사이자 동료 랩퍼인 50 센트는 그를 '2010년 전까지 보석금을 주고 풀려나도록 노력하는 중'이라고 말했다.